# Donovan Harold Young
Donovan Harold Young (Kooskia, 26 de abril de 1904 — Palo Alto, 4 de março de 1980) foi um engenheiro estadunidense.
É reconhecido por seu trabalho em mecânica aplicada e engenharia estrutural. Escreveu juntamente com Stephen Timoshenko cinco livros texto, traduzidos em dezenas de línguas, também o português.

## Vida
Nascido em Kooskia, Idaho, Estados Unidos, cresceu em uma fazenda produtora de frutos em Wenatchee, Washington. Graduado em engenharia civil na Universidade Estatal de Washington em Pullman (Washington) em 1927. Obteve o mestrado em 1930 e o doutorado, orientado por Stephen Timoshenko, em 1934, ambos na Universidade de Michigan.

## Carreira
Em 1937 tornou-se professor assistente de engenharia civil da Universidade Stanford, tornando-se professor associado em 1938 e professor pleno em 1945.
Faleceu em decorrência de um câncer.

## Publicações
Publicações em coautoria com Stephen Timoshenko:
- Vibration Problems in Engineering, D. Van Nostrand Company, 1st Ed. 1928, 2nd Ed. 1937, 3ª Ed. 1955
- Elements of Strength of Materials, D. Van Nostrand Co., 1ª Ed. 1935, 2ª Ed. 1940, 3ª Ed. 1949 (com G.H. MacCullough), 4ª Ed. 1962 (com D.H. Young)
- Engineering Mechanics, McGraw-Hill Book Company, 1ª Ed. 1937, 2ª Ed. 1940, 3ª Ed. 1951, 4ª Ed. 1956
- Theory of Structures, McGraw-Hill Book Company, 1ª Ed. 1945, 2ª Ed. 1965
- Advanced Dynamics, McGraw-Hill Book Company, 1948